# Gnophomyia anaphora
Gnophomyia anaphora är en tvåvingeart som beskrevs av Alexander 1954. Gnophomyia anaphora ingår i släktet Gnophomyia och familjen småharkrankar.
Artens utbredningsområde är Thailand. Inga underarter finns listade i Catalogue of Life.